# Sokotra
 Ovo je glavno značenje pojma Sokotra. Za druga značenja pogledajte Sokotra (razdvojba).
Sokotra ili Soqotra (Arapski: سقطرى) je otok u Indijskom oceanu koje pripada državi Jemen. Najbliže je kopno Somalija, udaljena 350 km.  

## Geografija i klima
Svojom veličinom 3625 km², Sokotra je najveći otok otočja, u kojem se još nalaze; Abd Al Kuri, Samha i Darsa. Glavni otok dijeli se na usku priobaljnu ravnicu, vapnenačku visoravan s krškim špiljama te planine Haghier, koje dosežu 1525 metara. Sokotra i otočje čine muhafazu Sokotra. Otočje je od 1967. do 2004. bilo dijelom muhafaze Adan, zatim do 2013. je dijelom muhafaze Hadramaut, a zatim je oformljena posebna muhafaza.
Klima je uglavnom tropska pustinjska i stepska (Köppenova klasifikacija klime: BWh i BSh), monsuni donose jake vjetrove.

## Flora i fauna
Duga geološka izoliranost otočja stvorila je specifičnu endemsku floru, a smatra se da je takve preko 800. Jedna od najprepoznatljivijih jest Zmajsko drvo (Dracaena cinnabari, slika desno), koje se koristi u medicini, te Dorstenia gigas.
Fauna je također specifična. Na otoku ima nekih endemskih ptica: Onychognathus frater, Passer insularis te Rhynchostruthus socotranus.
Zbog bogatska svoje biorazličitosti Sokotra je stavljena pod zaštitu UNESCO-a u lipnju 2008. godine, Sokotru zovu draguljem Arapskog mora.

## Stanovništvo
Gotovo cijelo stanovništvo otočja (Sokotranci, oko 50.000) smješteno je na glavnome otoku. Najveći grad je Hadiboh s 8545 stanovnika (popis iz 2004.), ostala veća naselja su: Qalansiah (3862) i Kadub (929).
Otoci Abd Al Kuri i Samha imaju oko 1000 stanovnika. Otok je od lipnja do rujna gotovo nepristupačan.

## Vanjske poveznice
Sestrinski projekti
|  | Zajednički poslužitelj ima još gradiva o temi Sokotra |